# Museu de Gibraltar
Museu de Gibraltar (em inglês: Gibraltar Museum) é um museu em Gibraltar. Fundado em 1930.